# Hansa-Brandenburg W.27
Die Hansa Brandenburg W.27 war ein als Schwimmerflugzeug konzipierter Kampfflugzeug-Prototyp, der von Hansa-Brandenburg im Ersten Weltkrieg parallel zur W.32 entwickelt wurde.

## Entwicklung
Die W.27 war eine Weiterentwicklung für die damals gerade in Betrieb genommene W.12 und sollte diese später ersetzen. Der Unterschied lag hauptsächlich bei der Wahl des Triebwerks. Die W.27 verwendete einen Benz Bz IIIb, während bei der W.12 ein Mercedes D III eingesetzt wurde.
Wie die W.12 war die W.27 ein Doppeldecker mit weitgehend konventioneller Auslegung. Ungewöhnlich war das Seitenleitwerk, dessen Ruder zum Ausgleich des Schwimmwerk-Einflusses auf die Flugsteuerung sich hinter dem Rumpfende nach unten erstreckte. Sie unterschied sich von der früheren Konstruktion durch einen kürzeren Rumpf, stärker gestaffelte Flügel und I-Stiele sowohl für die Zwischenflügelstreben als auch für die Verstrebung zwischen oberer Tragfläche und Rumpf, wo die W.12 konventionelle Strebenpaare verwendet hatte.
Es wurde nur ein einziger Prototyp hergestellt. Der Nachfolger der W.12 wurde der Eindecker Hansa-Brandenburg W.29.

## Technische Daten
| Kenngröße             | Daten                                              |
| --------------------- | -------------------------------------------------- |
| Besatzung             | 2                                                  |
| Spannweite            | 11,2 m                                             |
| Länge                 | 8,32 m                                             |
| Höhe                  | 3,06 m                                             |
| Flügelfläche          | 36,6 m²                                            |
| Leermasse             | 1109 kg                                            |
| Startmasse            | 1619 kg                                            |
| Antrieb               | ein flüssigkeitsgekühlter Achtzylinder-Reihenmotor |
| Typ                   | Benz Bz IIIb                                       |
| Nennleistung          | 195 PS (143 kW) bei 1700/min in Bodennähe          |
| Höchstgeschwindigkeit | 170 km/h in Bodennähe                              |
| Bewaffnung            | zwei starre 7,9-mm-MG ein bewegliches 7,9-mm-MG    |